# Hlivické knížectví
Hlivické knížectví (německy Herzogtum Gleiwitz) bylo slezské knížectví vzniklé v roce 1337 oddělením od knížectví Bytomsko-Kozelského. To bylo ovládáno Slezskými Piastovci. V roce 1482 si je zabral uherský král Matyáš Korvín. Sídlem knížectví bylo město Hlivice (dnes Gliwice, Horní Slezsko, Polsko).

## Historie
Oblast Hlivického knížectví zpočátku patřila k Opolskému knížectví, které bylo rozděleno po smrti knížete Vladislava I. Opolského v roce 1281 mezi jeho čtyři syny. Tím vzniklo nové Bytomské knížectví. Od roku 1327 byla tato oblast ve vlastnictví knížete Leška Ratibořského a byla součástí Ratibořského knížectví. Po jeho smrti v roce 1336 si Ratibořské knížectví nárokovali Slezští Piastovci. Český král Jan Lucemburský dal toto knížectví dle německého lenního práva Mikuláši II. Opavskému a nároky Piastovců uspokojil poskytnutím dosavadních ratibořských zástav Kozlí a Hlivice. Pravděpodobně v roce 1337 se část Hlivice od Bytomského knížectví oddělila.  V listinách z té doby byl uveden Zemovít Bytomský jako kníže hlivický. V roce 1342 kníže zemřel a Hlivice opět staly součástí Bytomského knížectví.

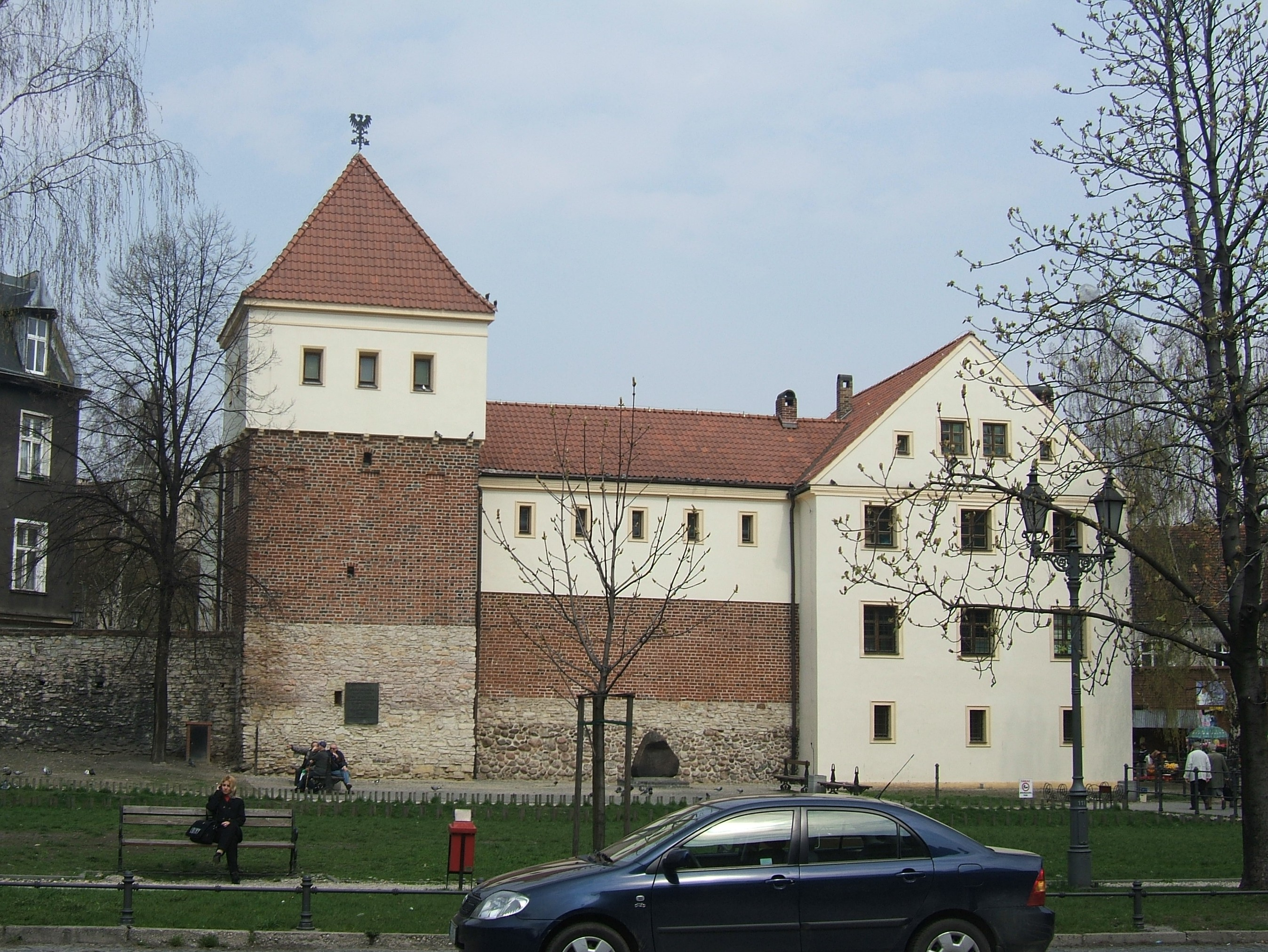
Hrad Gliwice

V roce 1355 zanikla bytomsko-kozelská větev slezských Piastovců. Knížetem hlivickým se stal Přemysl I. Nošák z Těšína. Za svého života předal knížectví svému synovi Přemyslu I. Osvětimskému. Samostatné Hlivické knížectví bylo znovu obnoveno v roce 1465 Janem IV. Osvětimským, který jej odkoupil od bratra Přemysla II. Osvětimského v důsledku ztráty knížectví Osvětimského, který jej držel až do roku 1482, kdy jej získal uherský král Matyáš Korvín během obsazování Slezska uherskými vojsky. V roce 1532 se stalo Hlivické knížectví lénem Českého království.